# Solariella tubula
Solariella tubula är en snäckart som beskrevs av Dall 1927. Solariella tubula ingår i släktet Solariella och familjen pärlemorsnäckor. Inga underarter finns listade i Catalogue of Life.